# Pithampur
Pithampur là một thị xã và là một nagar panchayat của quận Dhar thuộc bang Madhya Pradesh, Ấn Độ.

## Nhân khẩu
Theo điều tra dân số năm 2001 của Ấn Độ, Pithampur có dân số 68.051 người. Phái nam chiếm 58% tổng số dân và phái nữ chiếm 42%. Pithampur có tỷ lệ 62% biết đọc biết viết, cao hơn tỷ lệ trung bình toàn quốc là 59,5%: tỷ lệ cho phái nam là 73%, và tỷ lệ cho phái nữ là 47%. Tại Pithampur, 18% dân số nhỏ hơn 6 tuổi.